# Lenggries
Lenggries er en kommune i Landkreis Bad Tölz-Wolfratshausen i den sydlige del af Regierungsbezirk Oberbayern i den tyske delstat Bayern. Den har godt 9.500 indbyggere og er et kendt luftkursted. Lenggries er sammen med Bad Tölz hovedkommunen i regionen Isarwinkel og arealmæssigt den største kommune i Bayern.

## Geografi
Lenggries ligger i Isars floddal i det Bayerske Alpenvorland ved indgangen til Karwendelbjergene. Mod øst ligger Geierstein (1.491 m), Fockenstein (1.564 m) og Tegernseer Berge. Mod vest ligger Lenggries mest kendte bjerg, Brauneck, der er 1.555 meter højt. Brauneck er et kendt vandrer- og skisportsområde med en svævebane. Højeste punkt i kommunen er Schafreuter, der er 2.102 moh.
Kommunen består af hovedbyen, enkelte landsbyer og en del små bebyggelser. Nord for Lenggries ligger Arzbach, Wackersberg og Bad Tölz. Syd for hovedbyen ligger blandt andet Sylvensteinsee og landsbyerne Fall og Vorderriß.

### Bydele, landsbyer og bebyggelser
- Lenggries
- Schlegldorf
- Wegscheid
- Anger
- Fleck
- Fall
- Vorderriß

- Wikimedia Commons har flere filer relateret til Lenggries